# メルセデスAMG・F1 W11 EQ Performance
メルセデスAMG・F1 W11 EQ Performance (Mercedes-AMG F1 W11 EQ Performance) は、メルセデスが2020年のF1世界選手権参戦用に開発したフォーミュラ1カーである。
この年からシャシーおよびパワーユニットの名称に、将来のすべてのメルセデスAMGハイブリッドモデルの技術ラベルとなる「EQ Performance」が付けられることになった。
本項では特に断りのない限り、省略形の「W11」を用いる。

## 概要

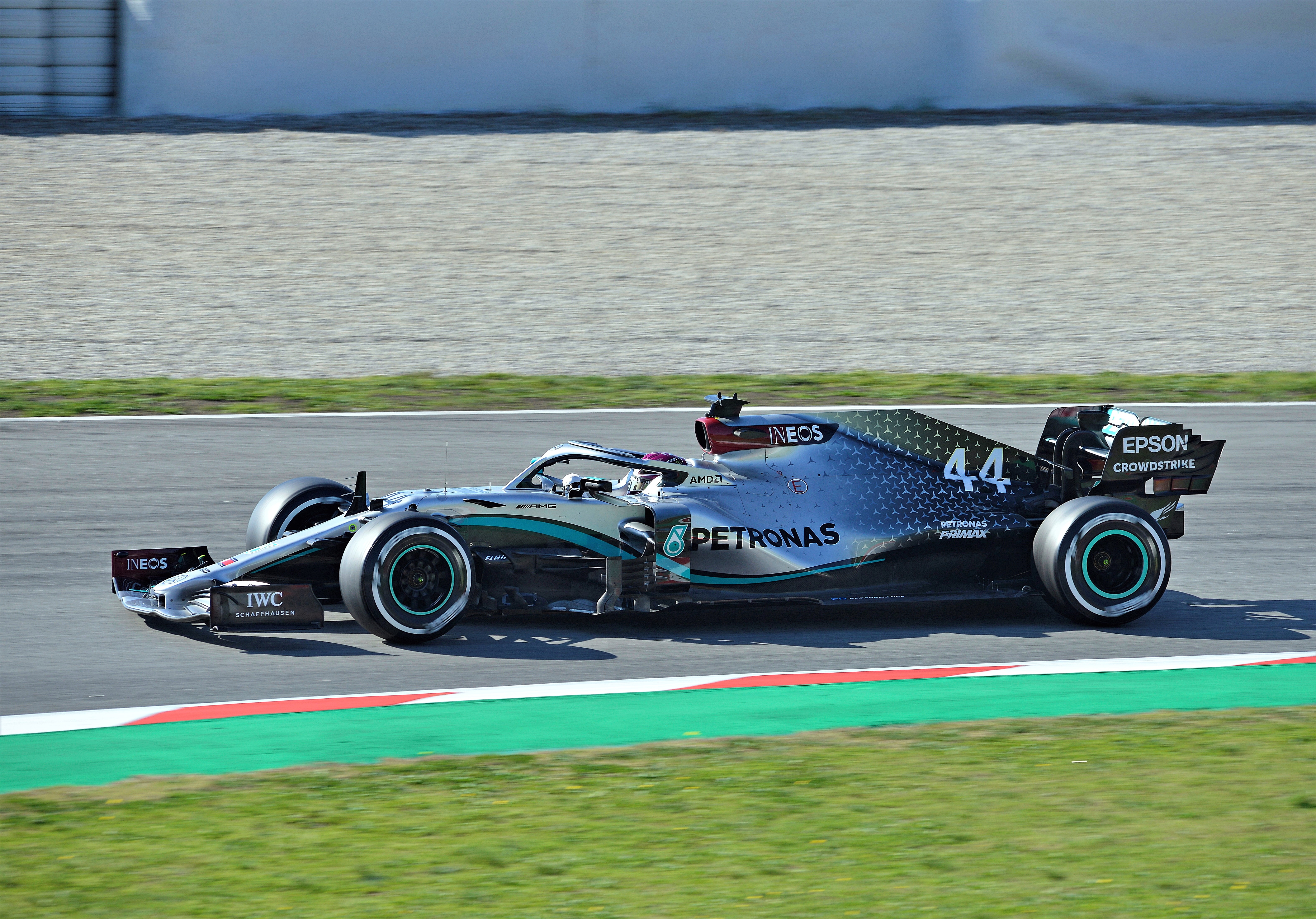
2020年シーズン開幕前のプレシーズンテストでのW11（ドライバーはルイス・ハミルトン）

実車発表に先駆けて2020年2月10日にW11のカラーリングがYouTubeで公開され、従来のシルバーベースに加え、同日にスポンサー契約を交わしたイギリスの複合化学メーカーのイネオスのロゴがインダクションポッドとフロントウィングのエンドプレート内側に掲示され、その部分が赤く塗られた。
その4日後の2月14日に実車が公開され、同日シルバーストン・サーキットでシェイクダウンを行った。テクニカルディレクターのジェイムズ・アリソンは冬の開発に加え、前部はアップライトとホイールリム周辺の構造を複雑化させ、中央部は上側の側面衝撃吸収構造の位置を下げ、後部は冒険的なサスペンションレイアウトを採用したと述べ、レギュレーションの変更がない本年であえて大胆なアプローチを行いつつ、前年のW10の弱点であった冷却面の改善を行ったとした。このアリソンの言葉通り、リアサスペンションのロワアームに大幅な改良が施されており、ディフューザーから遠ざけるために後ろ側のアームごと上側に持ち上げた、前例のないレイアウトとなっている。
発表からまもなく行われたカタロニア・サーキットでのプレシーズンテストで、ステアリングに新たな軸を追加する斬新なシステム「DAS（Dual Axis Steering、二重軸ステアリング）」を搭載した。このシステムが合法であるか疑問視する声もあったが、アリソンはFIAに問い合わせ済みで、合法であることは明らかだと述べている。なお、2020年の使用はFIAに許可されたものの、1シーズン限りで禁止となった。
2020年5月にアメリカで起きた黒人男性を白人警官が死に至らしめた事件に端を発する世界的に広がった抗議運動を受け、ハミルトンがこの運動を支持したことをきっかけにチームも追従し、マシンとドライバーのレーシングスーツを黒を基調としたカラーリングへ変更して参戦することを表明した。黒は光の吸収率が高い事で知られるため、熱問題の発生などパフォーマンスに影響するのではという疑念も抱かれたが、チームはマシンの断熱材の効果もあり影響がないことを確認しているとコメントした。しかし、レーシングスーツについては少なくともボッタスが（服の厚みの違いや体感に基づいたものという断りを入れつつも）暑さに困っているとコメントしている。

## 2020年シーズン
ドライバーはルイス・ハミルトンとバルテリ・ボッタスのコンビを継続。
プレシーズンテストでは、前述のDASで話題をさらいつつ依然として高い戦闘力を維持し、タイトル争いの中心にいることを改めてアピールした。だが、ここ数年高い信頼性を誇っていたPU絡みのトラブルが自チームも含めてたびたび発生し、不安を残した。
2019新型コロナウイルスの世界的流行の影響によりF1は休止状態となったが、開幕戦となったオーストリアGPでは相変わらずの高い戦闘力を発揮。ボッタスがポールポジションを獲得し、幸先良くスタートできるかと思われた。しかし、信頼性の不安は解消しきれておらず、決勝では2台ともギアボックスにトラブルが発生。結果的にボッタスのポールトゥーウィンでレースを終えたが、最悪の場合ダブルリタイアになる可能性があったことも認めており、PUのカスタマーチームに目を向ければ、4台中2台がリタイアしており、手放しに喜べる結果にはならなかった。ところが、第2戦までに問題の再発を防ぐことに成功。ここから本領を発揮し、タイヤに苦しみ終盤窮地に陥った第4戦も、ハミルトンがファイナルラップで3輪走行状態になりながら優勝。タイヤに苦しみ優勝を逃した第5戦ですら予選までメルセデスが他チームを圧倒、それ以外のグランプリでは第2戦以降をメルセデスが席巻。第3戦の段階でハミルトンから「W11はメルセデスの最高傑作」と言わしめるほどの速さを見せ、両タイトル争いはメルセデス勢が大きく先行した。

## スペック

### シャシー
- 名称: メルセデスAMG F1 W11 EQ Performance
- モノコック: カーボンファイバー/ハニカムコンポジット複合構造
- ボディワーク: カーボンファイバーコンポジット/エンジンカバー、サイドポッド、フロア、ノーズ、フロントウイング、リアウイング
- コクピット: カーボンファイバーコンポジット（取り外し可能）、OMPレーシング 6点式セーフティベルト、HANSシステム
- 安全構造: コクピット・サバイバルシェル/耐衝撃構造&進入防止パネル、フロント/サイド/リア インパクトストラクチャー、フロント&リア ロールストラクチャー、チタニウム製ドライバー防護装置（Halo）
- サスペンション
  - フロント: カーボンファイバー製ダブルウィッシュボーン、プッシュロッド式トーションバー&ロッカー
  - リア: カーボンファイバー製ダブルウィッシュボーン、プルロッド式インボードスプリング&ダンパー
- ホイール: O・Z：マグネシウム製
- タイヤ: ピレリ
- ブレーキシステム: カーボン・インダストリー カーボンディスク&パッド、リア・ブレーキ・バイ・ワイヤ
- ブレーキキャリパー: ブレンボ
- ステアリング: パワーアシスト ラック・アンド・ピニオン
- ステアリング・ホイール: カーボンファイバー製
- エレクトロニクス: FIA スタンダードECU、FIA公認電子/電気システム
- 計器: MES
- 燃料システム: ATL製ケブラー強化ゴムタンク
- 潤滑油: ペトロナス Tutela

#### トランスミッション
- ギアボックス: 8速+リバース、カーボンファイバー製メインケース
- ギアセレクション: セミオートマチック・シーケンシャル（油圧式）
- クラッチ: カーボンプレート

#### サイズ
- 全長: 5,000mm以上
- 全幅: 2,000mm
- 全高: 950mm
- 重量: 746kg

### パワーユニット
- 型式: メルセデスAMG F1 M11 EQ Performance
- 重量: 145kg
- 構成: 内燃機関/エンジン(ICE)、モーター・ジェネレーター・ユニット・キネティック(MGU-K)、モーター・ジェネレーター・ユニット・ヒート(MGU-H)、ターボチャージャー(TC)、エナジーストア(ES)、コントロールエレクトロニクス(CE)
- 割り当て: ICE/TC/MGU-H ドライバーに対し3基、MGU-K/ES/CE ドライバーに対し2基

#### 内燃エンジン(ICE)
- 排気量: 1,600cc
- 気筒数: V型6気筒
- バンク角: 90度
- バルブ数: 24
- 最高回転数: 15,000rpm(レギュレーションで規定)
- 最大燃料流量: 100kg/h（10,500rpm以上）
- 燃料噴射方式: 高圧縮直噴（1つの噴射機/シリンダーあたり最大500bar）
- ターボチャージャー: 同軸単段コンプレッサー、排気タービン
- エキゾーストタービン最大回転数: 125,000rpm

#### ERS（エネルギー回生装置）
- 構成: 電気モーター・ジェネレーター・ユニットを介した統合ハイブリッドエネルギー回生
- エナジーストア: リチウムイオンバッテリー（規定重量の20kg）
- 最大エネルギー蓄積量: 4MJ
- MGU-K
  - 最高回転数: 50,000rpm
  - 最大出力: 120kW（161bhp）
  - エネルギー回収: 2MJ
  - エネルギー放出: 4MJ（フルパワー時で33.3秒）
- MGU-H
  - 回転数: 125,000rpm
  - 最大出力: 無制限
  - 最大エネルギー回生: 無制限（1周あたり）
  - 最大エネルギー放出量: 無制限（1周あたり）

#### 燃料&潤滑油
- 燃料: ペトロナス Primax
- 潤滑油: ペトロナス Syntium

## 記録
（key）
| 年   | No. | ドライバー | AUT | STY | HUN | GBR | 70A | ESP | BEL | ITA | TUS | RUS | EIF | POR | EMI | TUR | BHR | SKR | ABU | ポイント | ランキング |
| ---- | --- | ---------- | --- | --- | --- | --- | --- | --- | --- | --- | --- | --- | --- | --- | --- | --- | --- | --- | --- | -------- | ---------- |
| 2020 | 44  | ハミルトン | 4   | 1   | 1   | 1   | 2   | 1   | 1   | 7   | 1   | 3   | 1   | 1   | 1   | 1   | 1   |     | 3   | 573      | 1位        |
| 2020 | 63  | ラッセル   |     |     |     |     |     |     |     |     |     |     |     |     |     |     |     | 9   |     | 573      | 1位        |
| 2020 | 77  | ボッタス   | 1   | 2   | 3   | 11  | 3   | 3   | 2   | 5   | 2   | 1   | Ret | 2   | 2   | 14  | 8   | 8   | 2   | 573      | 1位        |

- 太字はポールポジション、斜字はファステストラップ
- † 印はリタイアだが、90%以上の距離を走行したため規定により完走扱い。